# Nathan Aké
Nathan Benjamin Aké (n. 18 februarie 1995 în Haga, Țările de Jos) este un fotbalist profesionist olandez care joacă pe postul de fundaș pentru clubul din Premier League Manchester City și la echipa națională a Olandei. Deși joacă predominant ca fundaș central, a fost folosit de mai multe ori ca fundaș stânga.

## Carieră

### Chelsea

#### Începuturi
Aké a acceptat să se alăture juniorilor lui Chelsea venit de la Feyenoord în 2010, la vârsta de 15 ani. A jucat cu Feyenoord de la vârsta de 12 ani, după ce s-a alăturat clubului de la ADO Den Haag .
Aké și-a făcut debutul în Premier League pe 26 decembrie 2012 împotriva lui Norwich City la vârsta de 17 ani, înlocuindu-l pe Juan Mata în timpul adăugat la sfârșitul unei victorii cu 1-0 pe Carrow Road . A început primul meci ca titular pentru club în FA Cup pe 27 februarie 2013, într-o victorie cu 2-0 împotriva echipei din Championship, Middlesbrough. A fost folosit pe postul de mijlocaș defensiv în manșa secundă a meciului din sferturile de finală din UEFA Europa League cu Rubin Kazan, în Rusia, pe 11 aprilie, un meci care s-a încheiat cu o înfrângere cu 3–2, dar cu un rezultat general de 5-4 în favoarea albaștrilor. Aké a fost rezervă în finala Europa League împotriva lui Benfica pe 16 mai pe Amsterdam Arena, pe care Chelsea a câștigat-o cu 2-1. A fost votat Jucătorul Tânăr al Anului al lui Chelsea pe 16 mai  și a jucat primul său meci ca titular în Premier League trei zile mai târziu, în victoria cu 2-1 împotriva lui Everton pe Stamford Bridge în ultima etapă a sezonului. 
Pe 8 august 2013, Aké a semnat un nou contract pe cinci ani cu Chelsea, până în 2018. După promovarea permanentă cu prima echipă, pe 21 octombrie 2014, Aké și-a făcut debutul în UEFA Champions League de pe banca de rezerve, intrând în locul lui Cesc Fàbregas în minutul 60 în timpul unei victorii cu 6-0 pe teren propriu împotriva Mariborului și a oferit o pasă de gol pentru al doilea gol al lui Eden Hazard .

#### Împrumuturi la Reading, Watford și Bournemouth

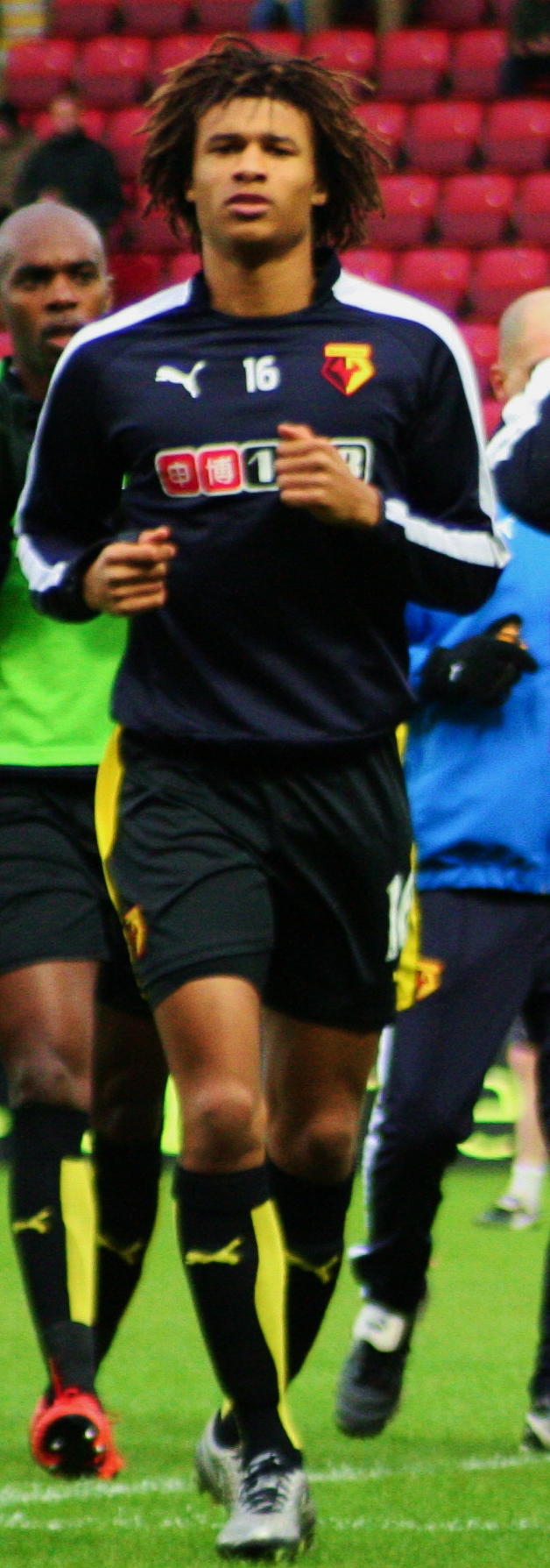
Aké se antrenează cu Watford în 2015

Pe 25 martie 2015, Aké a fost împrumutat clubului din Championship, Reading, pentru o lună, făcând prima dintre cele cinci apariții împotriva lui Cardiff City într-o remiză 1–1 zece zile mai târziu. Deși a avut o singură apariție în campionat pentru Chelsea în tot sezonul, ca rezervă într-o înfrângere cu 3-0 la West Bromwich Albion pe 18 mai, managerul José Mourinho a spus că Aké va primi o medalie de câștigător pentru contribuția sa în echipă.
Pe 14 august 2015, Aké a fost împrumutat pentru un sezon la clubul nou promovat în Premier League, Watford, după ce a semnat un nou contract de cinci ani cu Chelsea. Unsprezece zile mai târziu, și-a făcut debutul pentru Hornets într-un meci din turul doi al Cupei Ligii împotriva lui Preston North End, care s-a încheiat cu o înfrângere cu 1-0 pentru echipa sa. Aké a jucat primul său meci din Premier League, venind de pe banca înlocuitorilor împotriva lui Newcastle United, pe 19 septembrie 2015, ajutându-l pe Watford să reziste pentru o victorie cu 2-1. A marcat primul său gol ca profesionist pe 20 decembrie, deschizând scorul într-o victorie cu 3-0 în fața lui Liverpool pe Vicarage Road în minutul al patrulea, după ce portarul Ádám Bogdán a renunțat la o lovitură de colț.
În timpul petrecut cu echipa Hertfordshire, antrenorul Quique Sánchez Flores l-a trimis pe Aké ca fundaș stânga. Performanța și etica sa i-au adus premiul Watford’s Young Player of the Season.
Pe 29 iunie 2016, Aké s-a alăturat lui AFC Bournemouth împrumutat pentru sezonul 2016-2017 . Pe 21 august, și-a făcut debutul cu Bournemouth într-o înfrângere cu 1-0 în deplasare împotriva lui West Ham United, înlocuindu-l pe Jordon Ibe. După înfrângerea cu West Ham, Aké a jucat împotriva lui Morecambe în turul doi al Cupei EFL pe 24 august. Pe 19 noiembrie, în primul său meci ca titular în Premier League, Aké a marcat primul său gol pentru Bournemouth într-o victorie cu 1-0 în deplasare împotriva lui Stoke City.
Pe 4 decembrie 2016, Bournemouth a jucat cu Liverpool și a răsturnat un deficit de 3–1 la 15 minute de la final pentru a câștiga meciul cu 4–3; Aké a marcat golul victoriei în minutul 93, al treilea gol în Premier League și al doilea împotriva lui Liverpool.

#### Revenire la Chelsea
Aké a fost rechemat de Chelsea pe 8 ianuarie 2017, făcând prima sa apariție pentru club într-o victorie cu 4-0 în turul al patrulea din FA Cup în fața clubului din vestul Londrei, Brentford. De asemenea, a început în echipa de start în victoria cu 2-0 a lui Chelsea împotriva lui Wolverhampton Wanderers în runda a cincea a aceiași competiție pe 18 februarie.
Pe 22 aprilie 2017, Aké a început alături de David Luiz și César Azpilicueta în apărarea centrală în victoria cu 4–2 a lui Chelsea în semifinala de FA Cup împotriva rivalilor londonezi Tottenham Hotspur pe stadionul Wembley .

### AFC Bournemouth
Pe 30 iunie 2017, Aké a fost achiziționat în proprietate de către Bournemouth pentru o sumă record a clubului de 20 de milioane de lire sterline, jucătorul alăturându-se cireșelor a doua zi, când s-a deschis perioada de mercato din 2017. Pe 21 iulie, sa raportat că fostul său club Chelsea a introdus o clauză de răscumpărare pentru Aké în contractul său de transfer.

### Manchester City
Pe 5 august 2020, Aké a fost semnat de Manchester City, cu un contract de cinci ani, pentru o sumă raportată de 41 de milioane de lire sterline.
Aké a făcut parte din echipa de start în primul meci al sezonului al lui City pe 21 septembrie, câștigând cu 3–1 împotriva lui Wolverhampton Wanderers în deplasarea din Premier League. Pe 27 septembrie 2020, a marcat primul său gol pentru City într-o înfrângere cu 2–5 pe teren propriu împotriva lui Leicester City. Pe 3 noiembrie 2020, Aké și-a făcut debutul în Liga Campionilor pentru City într-o victorie cu 3-0 pe teren propriu împotriva lui Olympiacos în faza grupelor .
Aké a marcat primul său gol în Liga Campionilor pe 15 septembrie 2021 într-o victorie cu 6–3 împotriva lui RB Leipzig . A dezvăluit ulterior că tatăl său, care fusese bolnav în stadiu terminal, a murit la scurt timp după gol.

## Carieră internațională
Aké a reprezentat Olanda la fiecare nivel de tineret de la debutul său sub 15 ani în 2009, făcând 54 de apariții în total. A fost căpitan atât la echipa  sub 17, cât și sub 19. Aké a făcut parte din ambele echipe care au câștigat Campionatele Europene de Fotbal sub-17 în 2011 și 2012 în Serbia și, respectiv, Slovenia.
Aké a fost, de asemenea, eligibil să reprezinte Coasta de Fildeș prin tatăl său Moise.
Aké și-a făcut debutul cu naționala mare în 2017 într-un amical împotriva Marocului, care a fost învins cu 1–2 de Olanda .

## Viața personală
Aké s-a născut la Haga, Olanda de Sud. Tatăl său este din Coasta de Fildeș. Aké este abstinent.

## Palmares
Chelsea
- Cupa Ligii de fotbal : 2014–15 [48]
- UEFA Europa League : 2012–13 [49]
- Vicecampionul FA Cup : 2016–17 [50]

orasul Manchester
- Premier League : 2020–21, 2021–22 [3]
- Cupa EFL : 2020–21 [51]
- Vicecampionul UEFA Champions League : 2020–21 [52]

Olanda U17
- Campionatul European UEFA Under-17 : 2011, 2012

Individual
- Jucătorul tânăr al anului a lui Chelsea : 2012–13 [53]
- Jucătorul tânăr al sezonului a lui Watford : 2015–16 [24]
- Jucătorul sezonului Suporterilor lui AFC Bournemouth : 2017–18 [54]